# Телескоп Несміта

Схема системи Несміта

Телескоп Несміта (система Несміта) — так називають тридзеркальну модифікацію системи Кассегрена, в якій всередині труби телескопа між головним і вторинним дзеркалами встановлено діагональне дзеркало для відкидання зображення вбік. Таким чином, фокус телескопа, званий у даному випадку фокусом Несміта, розташований обіч труби. Зазвичай на виході з труби оптична вісь суміщена з віссю схилень або віссю висот телескопа. Така оптична схема дозволяє навантажувати телескоп громіздким спостережним обладнанням без розбалансування труби. Головне дзеркало (на відміну від класичного рефлектора Кассегрена) може не мати центрального отвору, більш того, діагональне дзеркало можна кріпити на стійці, прикріпленій до головного дзеркала. Порівняно з дводзеркальними телескопами Кассегрена або Річі — Кретьєна, частина світла втрачається на діагональному дзеркалі. Систему розробив у 1842 році Джеймс Несміт, більш відомий як винахідник парового молота.

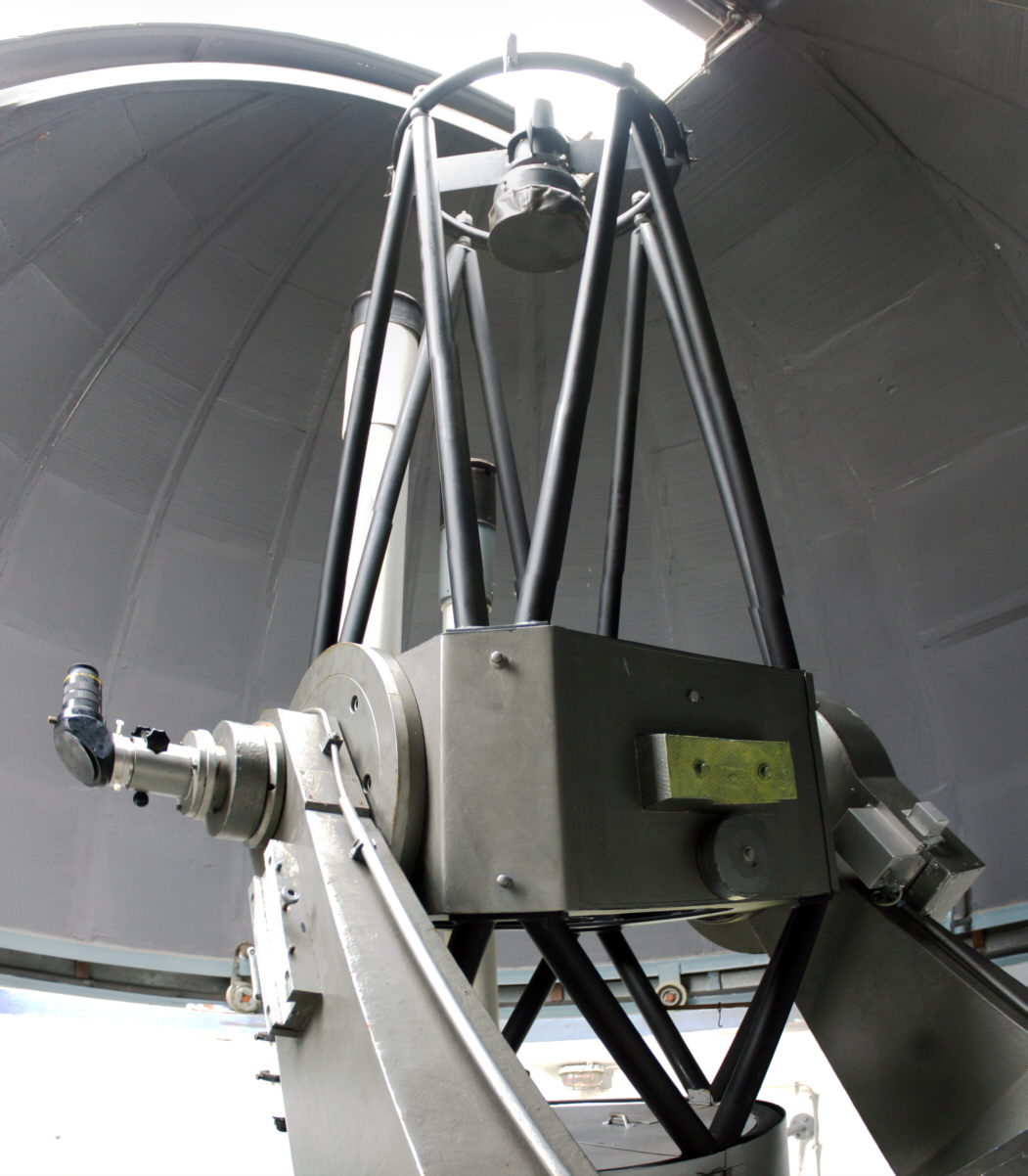
56 сантиметровий телескоп системи Несміта, встановлений в обсерваторії Вальтера Гомана в Ессені, Німеччина

З точки зору оптичної термінології, коректніше говорити про телескоп системи Кассегрена (чи іншої системи) зі спостережним обладнанням, установленим у фокусі Несміта. Великі телескопи часто дозволяють встановлювати обладнання на одному й тому самому телескопі як у прямому фокусі головного дзеркала, так і у фокусах Кассегрена (змінні вторинні дзеркала), Несміта, Куде.